# Warwick (компанія)
Warwick — компанія-виробник бас-гітар та суміжних з нею пристроїв (підсилювачів звуку, струн). Компанія заснована в Німеччені в 1982 році Гансом-Пітером Філфером. Також компанія володіє товарним маркою Framus. Девіз фірми — «Звук дерева». Бас-гітари, випущені Warwick з самого початку вважалися преміум-брендом, випускаючи невеликий вибір високоякісних бас-гітар з наскрізним грифом.
Warwick виробляє широкий спектр різних моделей з різних порід дерева та електроніки. В Німеччині виробляються такі моделі бас-гітар: Warwick Corvette, Streamer Bass, Warwick Thumb, Warwick Dolphin. Поза межами країни виробляється єдина модель — акустичний бас, який на даний момент виробляється в Південній Кореї. Моделі виробляють з екзотичних порід дерева. Деякі бас-гітаристи мають свої «підписані» бас-гітари, наприклад: Роберт Тріхульо, Джек Брюс, P-Nut, Адам Клейтон.
P-Nut з гурту 311 має три підписані моделі Warwick (всі моделі Streamer).

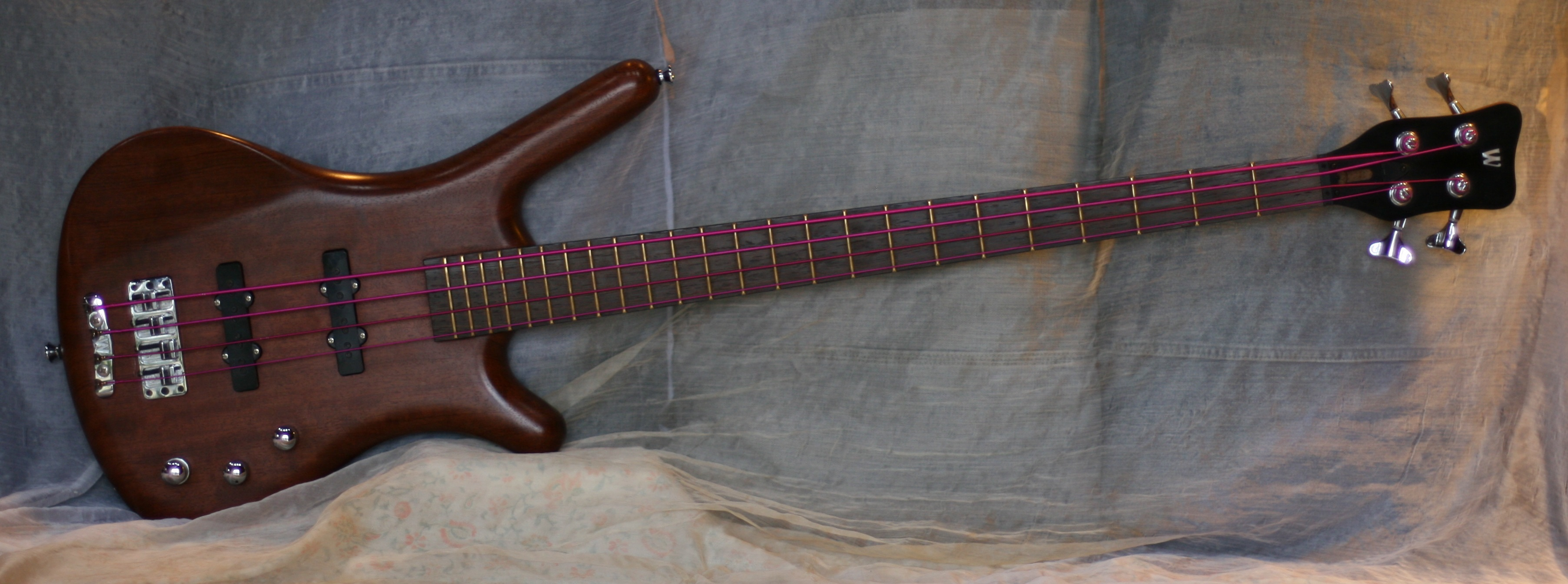
Warwick Teambuilt Pro Series Corvette Bubinga 4-String front

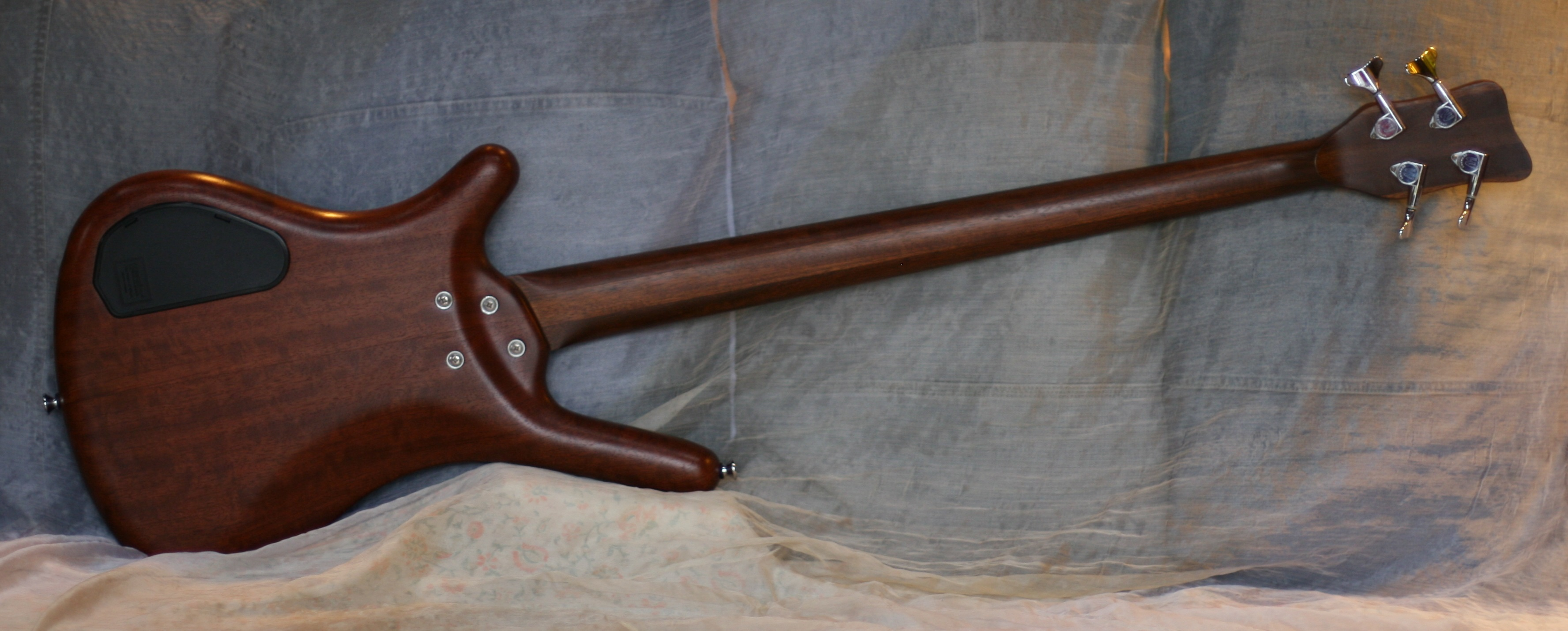
Warwick Teambuilt Pro Series Corvette Bubinga 4-String back

## Відомі музиканти, що використовують продукцію Warwick
- Стюарт Зендер (Jamiroquai, Mark Ronson)
- Джонас Хелборг (John McLaughlin)
- Райан Мартіні (Mudvayne)
- Прайс (Prince)
- Ricky Kinchen (Mint Condition)
- Jeroen Paul Thesseling (Nufutic, Pestilence, ex-Obscura, MaYaN)
- Трой Сандерс (Mastodon)
- Джек Брюс (Cream)
- Dick Lövgren (Meshuggah)
- Кайл Сокол (Trust For Liars, Rude Squad)
- Майк Інез (Alice in Chains, Black Label Society, Ozzy Osbourne)
- Роберт Тріхульо (Metallica, Infectious Grooves)
- Джеймс Ломензо (ex-Megadeth, Ozzy Osbourne, Black Label Society)
- Бутсі Коллінс
- Траа Деніелс (P.O.D.)
- T.M. Stevens (The Headhunters, The Pretenders, Tina Turner, Billy Joel)
- P-Nut (311)
- Sam Rivers (Limp Bizkit)
- Tom Angelripper (Sodom)
- Martin Eric Ain (Celtic Frost)
- John Norwood Fisher (Fishbone)
- Marco Hietala (Tarot, Nightwish)
- John Entwistle (The Who)
- Alex Katunich AKA. Dirk Lance (ex-Incubus)
- Randy Coven (Steve Vai, Randy Coven Band, Leslie West, Yngwie Malmsteen)
- Mark S. Walsh (The New Creatures)
- Erlend Caspersen (Spawn of Possession, Deeds of Blood Red Throne Flesh)
- Jaye Aird (Giant Steps, The Lost Boys, The Controversials)
- Paul Gray (Slipknot)
- Сергій Чегодаєв (Мандри, The Вйо)